# 화면 캡처 (소프트웨어)
화면 캡처 또는 그랩(Grab)은 스크린샷을 찍는 macOS의 유틸리티 프로그램이다. 선택해서 캡처하거나 전체 창, 전체 화면, 시간 단위 스크린샷을 지원한다.
이 프로그램은 오픈스텝과 NeXTSTEP에서 기원하였으며 macOS의 미리 설치된 상태로 macOS 하이 시에라까지 지속되었다. 나중에 macOS 모하비에서 "스크린샷"이라는 유틸리티로 대체되었다.